# انجل-این-یواس
انجل-این-یواس (انگلیسی: Angel-in-us) شرکت کافی‌شاپ‌های زنجیره‌ای کره‌ای است، که در سال ۲۰۰۶ تأسیس شد.